# Christoph Wilhelm Mitscherlich
Christoph Wilhelm Mitscherlich (* 20. September 1760 in Weißensee (Thüringen); † 6. Januar 1854 in Göttingen) war ein deutscher klassischer Philologe.

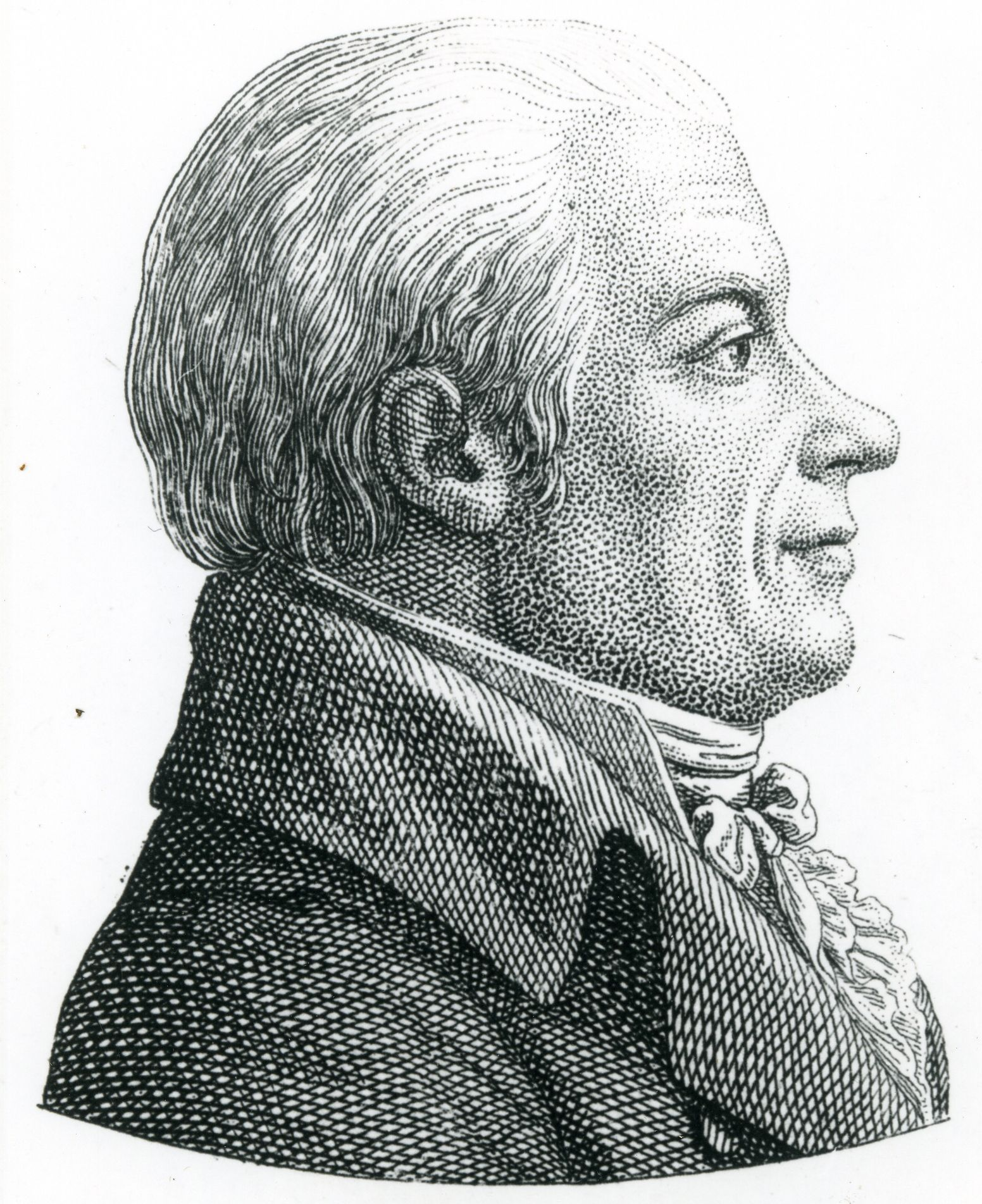
Christoph Wilhelm Mitscherlich

## Leben
Mitscherlich besuchte das Internat Schulpforta und begann nach exzellenter Vorbildung in Latein und Griechisch im Jahr 1779 ein Studium der Klassischen Philologie an der Universität Göttingen, wo er ein Schüler des Professors Christian Gottlob Heyne wurde. 1782 wechselte er als Collaborator ans Pädagogium Ilfeld (in Nachfolge von Friedrich August Wolf). 1785 wurde er zum außerordentlichen Professor an der Universität Göttingen ernannt und an der Universitätsbibliothek angestellt. 1794 wurde er zum ordentlichen Professor erhoben, 1806 zum Hofrat und später zum geheimen Justizrat ernannt. Er war der Nachfolger seines ehemaligen Lehrers Heyne, auf den er 1812 eine lateinische Grabschrift verfasste.
Mitscherlichs größere akademische Schriften sind sämtlich im 18. Jahrhundert erschienen oder zumindest entstanden. Seine Ausgabe des Horaz erschien 1800. Sie ist das einzige Werk, dem größere Bedeutung beigemessen wurde. Mitscherlich war 1816, 1823/1824, 1824, 1829/1830 und 1830 Prorektor der Universität Göttingen.